# Lina Canalejas
Concepción Álvarez Canalejas, coneguda com a Lina Canalejas (Madrid, 29 de gener de 1932 - Madrid, 1 de setembre de 2012), va ser una actriu espanyola, germana del també actor José Canalejas.

## Biografia
Nascuda en el si d'una família d'artistes, filla del concertista de violí Manuel Álvarez Trigo, neta del pianista i compositor Arturo Canalejas, estudia ballet clàssic, per a ingressar més tard en una companyia folklòrica amb la qual realitza gires per Espanya. S'especialitza llavors en el gènere de la revista.
Com a actriu de teatre debuta de la mà de Ismael Merlo en l'obra La vida en un bloc. La resta de la seva trajectòria teatral combina tant nous espectacles musicals (Las cuatro copas) com a comèdies (Prohibido suicidarse en primavera, Una tal Dulcinea, Mayores con reparos, Los arcángeles no juegan al billar, Irma, la dulce) o drames, com La casa de las chivas (1970).
En cinema ha desenvolupat una notable, encara que no excessivament prolífica, carrera, que l'ha portat a treballar a les ordres de Carlos Saura, José María Forqué, Fernando Fernán Gómez o Pedro Almodóvar. Cal destacar que, pel seu paper en la pel·lícula El love feroz o Cuando los hijos juegan al amor, va ser guardonada amb els Premis del Sindicat Nacional de l'Espectacle de 1973 a la millor interpretació femenina principal.
A televisió participaria an les sèries El pícaro (1974), Cuentos imposibles (1984), Teresa de Jesús (1985) i Clase media (1987).

## Filmografia
- Niño nadie (1997)
- Enciende mi pasión (1994)
- Madregilda (1993)
- Amo tu cama rica (1992)
- Diario de invierno (1988)
- La noche de la ira (1986)
- Padre nuestro (1985)
- La mujer del juez (1984)
- Entre tinieblas (1983)
- Femenino singular (1982)
- Marián (1977)
- El ladrido (1977)
- Emilia... parada y fonda (1976)
- Duerme, duerme, mi amor (1975)
- Solo ante el streaking (1975)
- Obsesión (1975)
- La prima Angélica (1974)
- Cebo para una adolescente (1974)
- El último proceso en París (1974)
- El love feroz o Cuando los hijos juegan al amor (1973)
- El jardín de las delicias (1970)
- La banda de los tres crisantemos (1970)
- Sor ye-yé (1968)
- De cuerpo presente (1967)
- Un millón en la basura (1967)
- El mundo sigue (1965)
- El extraño viaje (1964)
- Júrame (1964)
- Tiempo de amor (1964)
- Los derechos de la mujer (1963)
- Historia de una noche (1963)
- Se necesita chico (1963)
- Cena de matrimonios (1962)
- La viudita naviera (1962)
- Mara (1961)
- Mi noche de bodas (1961)
- La venganza de Don Mendo (1961)
- Mi calle (1960)
- Labios rojos (1960)
- Charlestón (1959)
- El secreto de papá (1959)
- El fenómeno (1956)
- El pequeño ruiseñor (1956)
- Un día perdido (1954)
- Tres huchas para Oriente (1954)
- Así es Madrid (1953)